# Scytalopodinae
Scytalopodinae es una subfamilia propuesta de aves paseriformes perteneciente a la familia Rhinocryptidae, cuyas especies se distribuyen desde Costa Rica, por América Central y del Sur, hasta Tierra del Fuego. Encuentran su máxima diversidad en los Andes y en el centro oriente de Sudamérica, estando ausentes de las cuencas amazónica y del Orinoco.

## Taxonomía
Los estudios de genética molecular de Ericson et al. (2010) confirman la monofilia de la familia Rhinocryptidae y sugieren la existencia de dos grandes grupos dentro de la misma, de forma muy general, el formado por las especies de mayor tamaño, y el integrado por las especies menores. Ohlson et al. (2013) proponen la división de la familia en dos subfamilias, una, Rhinocryptinae Wetmore, 1930, agrupando a las especies de mayor tamaño y otra, Scytalopodinae, agrupando a las especies de menor tamaño.

## Géneros
Según el ordenamiento propuesto, la presente subfamilia agrupa a los siguientes géneros:
- Merulaxis
- Eleoscytalopus
- Eugralla
- Myornis
- Scytalopus